# Bagnoli (Sant'Agata de' Goti)
Bagnoli è una frazione del comune italiano di Sant'Agata de' Goti, nella provincia di Benevento, in Campania.
Situato alle falde del Monte Longano, confina con la provincia di Caserta.

## Geografia fisica
La frazione è situata in collina a circa 115 metri s.l.m.. Dista 5 chilometri dal centro cittadino di Sant'Agata de' Goti.

## Storia
Bagnoli ha fatto parte, del passaggio della Battaglia del Volturno, guidata da Carlo I di Angiò.

## Monumenti e luoghi d'interesse
- Chiesa di Maria Santissima Assunta, chiesa parrocchiale della frazione, risale alla seconda metà del XVII secolo.[4]

## Cultura

### Scuole
- Scuola Primaria Statale Rodolfo V. di Bagnoli (Strada Comunale Bagnoli)[5]

## Infrastrutture e trasporti

### Strade
La frazione di Bagnoli, è attraversata dalla Strada provinciale 120 Valle-Sant'Anna. Nella parte Ovest della frazione è situata un'uscita della Strada statale 265var di Fondo Valle Isclero, chiusa successivamente per inagibilità.

### Mobilità urbana
La frazione è servita dall'agenzia AIR Campania (ex Autoservizi IRpini) per raggiungere il più vicino paese di Sant'Agata de' Goti e Valle di Maddaloni.